# Fitch Ratings
Pour les articles homonymes, voir Fitch.
Fitch Ratings Ltd. est une agence de notation financière américaine à vocation internationale.
La société a été fondée par John Knowles Fitch (en) le 24 décembre 1913 à New York sous le nom Fitch Publishing Company. Elle a fusionné avec la société IBCA Limited, basée à Londres, en décembre 1997, passant ainsi sous le contrôle du holding français Fimalac dont le principal actionnaire est le Français Marc Ladreit de Lacharrière. En 2000, elle a acquis les sociétés Duff & Phelps Credit Rating Co. (basée à Chicago) et Thomson BankWatch, puis s'est retrouvée exposée aux critiques lors de la crise financière de 2007 à 2011. Depuis le 12 décembre 2014, elle est détenue à 80% par le groupe Hearst, enfin depuis avril 2018 Fitch est détenue à 100% par le groupe Hearst.
Ses principaux concurrents sont Standard & Poor's (S&P) et Moody's.

## Notation du crédit long terme
| Signification de la note                         | Moody’s    | Moody’s             | Standard & Poor’s | Standard & Poor’s | Fitch Ratings | Fitch Ratings |
| Signification de la note                         | Long terme | Court terme         | Long terme        | Court terme       | Long terme    | Court terme   |
| ------------------------------------------------ | ---------- | ------------------- | ----------------- | ----------------- | ------------- | ------------- |
| Prime Première qualité                           | Aaa        | P-1 Prime -1        | AAA               | A-1+              | AAA           | F1+           |
| High grade Haute qualité                         | Aa1        | P-1 Prime -1        | AA+               | A-1+              | AA+           | F1+           |
| High grade Haute qualité                         | Aa2        | P-1 Prime -1        | AA                | A-1+              | AA            | F1+           |
| High grade Haute qualité                         | Aa3        | P-1 Prime -1        | AA−               | A-1+              | AA−           | F1+           |
| Upper medium grade Qualité moyenne supérieure    | A1         | P-1 Prime -1        | A+                | A-1               | A+            | F1            |
| Upper medium grade Qualité moyenne supérieure    | A2         | P-1 Prime -1        | A                 | A-1               | A             | F1            |
| Upper medium grade Qualité moyenne supérieure    | A3         | P-2                 | A−                | A-2               | A−            | F2            |
| Lower medium grade Qualité moyenne inférieure    | Baa1       | P-2                 | BBB+              | A-2               | BBB+          | F2            |
| Lower medium grade Qualité moyenne inférieure    | Baa2       | P-3                 | BBB               | A-3               | BBB           | F3            |
| Lower medium grade Qualité moyenne inférieure    | Baa3       | P-3                 | BBB−              | A-3               | BBB−          | F3            |
| Non-investment grade, speculative Spéculatif     | Ba1        | Not prime Non prime | BB+               | B                 | BB+           | B             |
| Non-investment grade, speculative Spéculatif     | Ba2        | Not prime Non prime | BB                | B                 | BB            | B             |
| Non-investment grade, speculative Spéculatif     | Ba3        | Not prime Non prime | BB−               | B                 | BB−           | B             |
| Highly speculative Très spéculatif               | B1         | Not prime Non prime | B+                | B                 | B+            | B             |
| Highly speculative Très spéculatif               | B2         | Not prime Non prime | B                 | B                 | B             | B             |
| Highly speculative Très spéculatif               | B3         | Not prime Non prime | B−                | B                 | B−            | B             |
| Risque élevé                                     | Caa1       | Not prime Non prime | CCC+              | C                 | CCC           | C             |
| Ultra spéculatif                                 | Caa2       | Not prime Non prime | CCC               | C                 | CCC           | C             |
| En défaut, avec quelques espoirs de recouvrement | Caa3       | Not prime Non prime | CCC−              | C                 | CCC           | C             |
| En défaut, avec quelques espoirs de recouvrement | Ca         | Not prime Non prime | CC                | C                 | CC            | C             |
| En défaut, avec quelques espoirs de recouvrement | C          | Not prime Non prime | C/CI/R            | C                 | C             | C             |
| En défaut sélectif                               | C          | Not prime Non prime | SD                | D                 | RD            | D             |
| En défaut                                        | C          | Not prime Non prime | D                 | D                 | D             | D             |

Fitch Ratings utilise un classement très proche de celui de S&P. En plus des notes ci-dessous, elle utilise également des notes intermédiaires avec les signes « + » et « – », par exemple : BBB+, BBB-. Ainsi, le vendredi 12 juillet 2013, Fitch Ratings a abaissé la note de la France de AAA à AA, et, dix ans plus tard, le vendredi 28 avril 2023, à AA-, notamment pour la dégradation notoire du climat social et des finances publiques dans le contexte d’une réforme des retraites.

### Catégorie investissement
- AAA : meilleure qualité
- AA : fourchette haute
- A  : notation supérieure - la qualité du crédit peut toutefois être influencée par la situation économique
- BBB : notation moyenne, satisfaisante

### Catégorie spéculative
Également nommé junk bond :
- BB : fourchette haute - éléments spéculatifs
- B : notation spéculative moyenne - la situation financière peut varier
- CCC : vulnérable, requiert des conditions économiques favorables pour respecter ses engagements
- CC : obligation très spéculative et très risquée
- C : hautement vulnérable, en faillite ou en retard de paiements, mais continue les paiements sur les obligations
- D : défaut de paiement sur les obligations, Fitch estime que la plupart ou la totalité des obligations seront impayées
- NR : non noté (not rated)

## Notation du crédit à court terme
Fitch Ratings utilise la terminologie suivante :

### Catégorie investissement
- F1 : meilleure qualité ; « F1+ » désigne une capacité exceptionnellement forte
- F2 : bonne qualité
- F3 : qualité acceptable

### Catégorie spéculative
- B : spéculatif
- C : fort risque de défaut
- D : a fait défaut sur toutes ses obligations financières